# Neat Pitch
Neat Pitch est un projet militaire canadien datant des années 1970 qui aurait eu pour objet l’invasion et l’occupation de la province de Québec,inspiré du Conflit Nord-Irlandais, afin de protéger les infrastructures fédérales lors d’un possible et éventuel désordre social et/ou d’une insurrection de la population francophone du Québec.

## Contexte historique
Ce plan militaire aurait apparemment été discuté les 18 et 19 avril 1972 lors d’une rencontre secrète ayant eu lieu à Montréal entre plusieurs hauts officiers des Forces canadiennes parmi lesquels se trouvait Jean-René-Marcel Sauvé. Ce dernier aurait ensuite divulgué des informations secrètes à un proche de Jacques Parizeau qui à son tour le fit auprès du chef du Parti Québécois, René Lévesque,.
Ce plan militaire serait apparu après la crise d'Octobre 1970 pendant laquelle le gouvernement fédéral a décrété la Loi sur les mesures de guerre puis a expédié plusieurs soldats de son infanterie pour contrôler la population québécoise durant l'enquête policière imminente, sans gêne, ni restriction.
Mais en 1972, lorsque le plan Neat Pitch est étudié, on craint qu'une épisode pire que la crise d’Octobre ait lieu face à la montée fulgurante de la popularité du Parti québécois nouvellement fondé par René Lévesque. Il y avait aussi le front commun intersyndical qui se mettait en place où l'on assista à une grève générale en mai 1972. Apparemment, le plan ne fut jamais réalisé malgré l’entrée au pouvoir dudit parti en 1976 et la tension liée au premier référendum sur la souveraineté en mai 1980.